# Harley Granville Barker
 (juin 2018).
Si vous disposez d'ouvrages ou d'articles de référence ou si vous connaissez des sites web de qualité traitant du thème abordé ici, merci de compléter l'article en donnant les références utiles à sa vérifiabilité et en les liant à la section « Notes et références ».
Harley Granville Barker né en 1877 à Londres en Grande-Bretagne et mort en 1946 à Paris en France est un dramaturge, acteur, directeur de théâtre et metteur en scène britannique.